# Jorge Alberto Lepra Loiodice
Jorge Alberto Lepra Loiodice (Montevideo, 4 de setembre de 1942 - Ib., 5 de gener de 2016) va ser ministre d'Indústria, Energia i Mineria de 2005 a 2008 i ambaixador d'Uruguai a França de 2008 a 2010.

## Activitat
En 1989 va assumir el lloc de gerent general de Texaco Uruguai i dos anys més tard, entre 1991 i 1993, va exercir en el càrrec de vicepresident executiu de la petroliera nord-americana per a Uruguai i l'Argentina. Posteriorment va tornar a ocupar el càrrec de gerent general de l'empresa per a Uruguai i Paraguai.
Lepra va exercir també a l'àrea de publicitat i va ser vicepresident del Museu d'Art Americà de Maldonado. Pertanyia al Consell Superior de la Universitat Catòlica de l'Uruguai i va integrar diversos organismes de comerç i serveis: entre 1998 i 1999 va ser president de la Cambra de comerç Uruguai-EUA i president del Consell Directiu de la Fundació DESEM- Junior Achievement. A més, entre 1995 i 1998 va ser vicepresident del Club Atlético Peñarol, que integrava la comissió a càrrec del nou estadi. El 1º de novembre de 2010 va assumir la gerència general de l'aerolínia de bandera uruguaiana PLUNA, càrrec que va exercir fins a abril de 2012.
Va integrar el Consell d'Honorables de l'Associació de Dirigents de Màrqueting de l'Uruguai (ADM) i el Consell Directiu de la Cambra de comerç Uruguai - Estats Units.

## Activitat pública
Després de gairebé 40 anys en l'activitat privada, l'1 de març de 2005, quan Vázquez va assumir la presidència de l'Uruguai, el va nomenar ministre d'Indústria, Energia i Mineria, la qual cosa va generar una gran sorpresa dins del gabinet frenteamplista, ja que Lepra era 'independent', és a dir, sense cap afiliació partidària.
Posteriorment va ocupar el càrrec d'ambaixador uruguaià a França.
Va morir el 5 de gener de 2016 a Montevideo.